# Entourage (televisieserie)
Entourage is een Amerikaanse televisieserie die oorspronkelijk van 18 juli 2004 tot en met 11 september 2011 werd uitgezonden door HBO. Centraal in het verhaal staan de carrière van de rijzende (film)ster Vincent Chase, zijn vriendengroep en zijn vlotgebekte agent. Bedenker van de serie is Doug Ellin, die samen met Mark Wahlberg en Stephen Levinson producent van Entourage is. De serie is enigszins gebaseerd op de ervaringen van Wahlberg als rijzende filmster.
Entourage eindigde in 2011 na 96 afleveringen verdeeld over acht seizoenen. In mei 2015 ging er een gelijknamige film in wereldpremière, waarin de hoofdpersonages terugkeerden in een nieuw verhaal.
In Nederland werden de eerste twee seizoenen van Entourage uitgezonden in 2007 door BNN op Nederland 3. In Vlaanderen werd de serie uitgezonden door Acht.

## Overzicht
De serie Entourage volgt de opkomende filmster Vincent Chase, zijn twee jeugdvrienden en zijn halfbroer bij hun overgang van New York naar Los Angeles en de ontwikkelende carrière van Chase aldaar. Vincent Chase beleeft zijn doorbraak met de film Head On, waarin hij samenspeelt met Jessica Alba. Zijn tweede film is Queens Boulevard van de excentrieke regisseur Billy Walsh. Vervolgens krijgt Vincent Chase de hoofdrol naast Mandy Moore in het kassucces Aquaman, een verfilming door James Cameron van het gelijknamige stripboek. In het vierde seizoen werken Vincent en "E" weer samen met Walsh als producenten van de film Medellin: het levensverhaal van de drugsbaron Pablo Escobar. Tijdens de productie van de film komt het meermaals tot een aanvaring tussen "E" en Walsh.
Na het fiasco van Cannes proberen Eric en Ari de carrière van Vince nieuw leven in te blazen. Ari vindt dat Vince een kassucces nodig heeft en negeert Eric wanneer die potentieel ziet in Nine Brave Souls. "E" wekt wel de interesse op van Edward Norton en Amanda Daniels (Carla Gugino). Die beslissen om de film wat groter te maken en veranderen de titel naar Smoke Jumpers. Pas dan leest Ari het scenario en beslist om naar de studio's te trekken om het scenario te verkopen met Vince er aan gekoppeld. Het is echter Alan Gray (Paul Ben-Victor), de man die Vince ontsloeg voor de opvolger van Aquaman, die het scenario samen met Edward Norton koopt. Ari doet er alles aan om Vince toch nog een rol te bezorgen in de film.
Nadat Smoke Jumpers wordt stopgezet, trekken de jongens terug naar Queens, New York. Het uitblijven van een grote rol voor Vince is een zware beproeving voor zijn vriendschap met "E".

## Rolverdeling

### Hoofdrollen
| Acteur         | Personage             | Opmerkingen                          |
| -------------- | --------------------- | ------------------------------------ |
| Adrian Grenier | Vincent "Vince" Chase | Acteur                               |
| Kevin Connolly | Eric "E." Murphy      | Impresario en beste vriend van Vince |
| Kevin Dillon   | Johnny "Drama" Chase  | Acteur; halfbroer van Vince          |
| Jerry Ferrara  | Sal "Turtle" -        | Chauffeur en beste vriend van Vince  |
| Jeremy Piven   | Ariel "Ari" Gold      | Agent van Vince                      |

### Belangrijke bijrollen
| Naam                | Acteur             | Rol                                      |
| ------------------- | ------------------ | ---------------------------------------- |
| Shauna Roberts      | Debi Mazar         | Publicist van Vince                      |
| Sloan McQuewick     | Emmanuelle Chriqui | Vriendin van E                           |
| Terrance McQuewick  | Malcolm McDowell   | Voormalige baas van Ari; vader van Sloan |
| Billy Walsh         | Rhys Coiro         | Regisseur                                |
| Mrs. Gold (Melissa) | Perrey Reeves      | Ari Golds echtgenote                     |
| Lloyd               | Rex Lee            | Ari Golds assistent                      |

### Sterren
Meerdere bekende acteurs, musici en regisseurs hebben een gastrol in Entourage als zichzelf, hoewel hun verhaallijn vaak fictief is.
| Seizoen | Gastrollen |
| ------- | --- |
| 1       | Jessica Alba, Gary Busey, Larry David, David Faustino, Scarlett Johansson, Jimmy Kimmel, Val Kilmer, Ali Larter, Sarah Silverman, Mark Wahlberg, Luke Wilson |
| 2       | Vanessa Angel, Gary Busey, James Cameron, Sarah Carter, Hugh Hefner, Mandy Moore, Amanda Peet, Chris Penn, Jaime Pressly, Bob Saget, Brooke Shields, U2, Holly Valance |
| 3       | Leslie Bibb, Edward Burns, James Cameron, Adam Goldberg, Seth Green, Carla Gugino, Malcolm McDowell, Maria Menounos, Marisa Miller, Busy Philipps, James Woods |
| 4       | Mary J. Blige, Gary Busey, Snoop Dogg, Anna Faris, Adam Goldberg, Anthony Michael Hall, Dennis Hopper, Peter Jackson, Marisa Miller, M. Night Shyamalan, Sidney Pollack, Kanye West |
| 5       | Peter Berg, Frank Darabont, Fran Drescher, Whoopi Goldberg, Seth Green, Carla Gugino, Phil Mickelson, Michael Phelps, Kevin Pollak, Giovanni Ribisi, Eric Roberts, Martin Scorsese, Jamie-Lynn Sigler, T.I., Gus Van Sant, Mark Wahlberg, Bow Wow                                                                         |
| 6       | Bono, Edward Burns, Scott Caan, Dean Cain, 50 Cent, Matt Damon, Frank Darabont, Zac Efron, David Faustino, William Fichtner, Jami Gertz, Jay Leno, Bob Saget, David Schwimmer, Jamie-Lynn Sigler, Aaron Sorkin, Peter Stormare, Mark Wahlberg, Bow Wow                                                                    |
| 7       | Christina Aguilera, Peter Berg, Scott Caan, John Cleese, Sean Combs, Eminem, William Fichtner, Carrie Fisher, Jami Gertz, Sasha Grey, Carla Gugino, Lenny Kravitz, Queen Latifah, Stan Lee, Maria Menounos, Dania Ramirez, Bob Saget, Jessica Simpson, Tom Sizemore, Aaron Sorkin, John Stamos, Mike Tyson, Mark Wahlberg |
| 8       | Scott Caan, Melinda Clarke, Kim Coates, Alice Eve, William Fichtner, Johnny Galecki, Jamie Kennedy, Alex Rodríguez, Christian Slater |

## Dvd
| Seizoen          | Uitgekomen        | Afleveringen |
| ---------------- | ----------------- | ------------ |
| Seizoen 1        | 30 oktober 2006   | 8            |
| Seizoen 2        | 26 februari 2007  | 14           |
| Seizoen 3 deel 1 | 26 november 2007  | 12           |
| Seizoen 3 deel 2 | 7 april 2008      | 8            |
| Seizoen 4        | 6 oktober 2008    | 12           |
| Seizoen 5        | 14 september 2009 | 12           |
| Seizoen 6        | 6 september 2010  | 12           |
| Seizoen 7        | 12 september 2011 | 10           |
| Seizoen 8        | 11 juni 2012      | 8            |